# Veleno per l'87º Distretto
Veleno per l'87 Distretto è una romanzo del 1987 di Ed McBain, appartenente alla serie dedicata all'87º Distretto.

## Trama
Steve Carella, e Hal Willis indagando sulla morte per avvelenamento da nicotina si imbattono in Marylin Hollis una giovane bionda molto bella e molto intraprendente che non si fa problemi ad avere contemporaneamente molti amichetti, uno dei quali era la vittima. Durante l'indagine ne muoiono altri due. Carella la sospetta ma non Willis che nel frattempo ha iniziato, ricambiato, una relazione con lei. Marylin racconta dapprima un sacco di bugie ma poi confessa a Willis il suo passato di prostituta, costretta praticamente da una serie di circostanze prima in Messico poi in Argentina, create da uomini che brutalmente la sfruttano. Willis le crede ma la confessione anche di un omicidio di un magnaccia, lo spiazza lasciando la loro storia in sospeso. L'indagine si conclude scoprendo che l'assassino era un geloso dentista che era stato scaricato dopo una breve relazione avuta con Marylin.